# Blue Arc Phenomenon

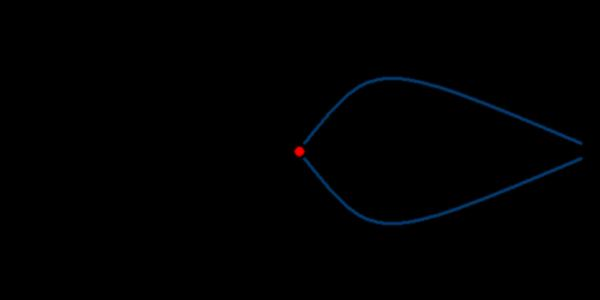
Das Blue Arc Phenomen für das rechte Auge

Das Blue Arc Phenomenon ist ein entoptischer retinaler Effekt, der auftritt, wenn man in Dunkelheit einen einzelnen Lichtreiz betrachtet – zum Beispiel eine rote Leuchtdiode in ansonsten dunkler Umgebung. Bewegt man die Augen leicht neben dem Lichtpunkt (oder fixiert einen Punkt bei nur kurz auftretendem Lichtreiz), so kann man links und rechts von diesem Reiz blaue Bögen erkennen. Diese Bögen, die je nach Fixationspunkt in Höhe und Breite unterschiedlich sind, treten monokular auf, das heißt bei Betrachtung mit nur dem rechten Auge können auch nur die Bögen rechts neben dem Punkt gesehen werden und umgekehrt. Egal welche Farbe der Lichtreiz hat, die Bögen werden immer als bläulich beschrieben. Lichtstimuli mit größeren Wellenlängen sind besser geeignet, die Bögen hervorzurufen, als solche mit kürzerer Wellenlänge, daher wird in Experimenten zu diesem Phänomen hauptsächlich rotes Licht verwendet. Die genaue Entstehung dieses Effekts ist nach wie vor ungeklärt.

## Geschichte

Purkinjes "elliptische Lichtstreifen"

1825 wurde das Blue Arc Phenomenon erstmals von J.E. Purkinje beschrieben und als die elliptischen Lichtstreifen bezeichnet. Purkinje entdeckte das Phänomen, als er mit Hilfe eines Zündschwammes Feuer machen wollte und die Glut im Dunkel betrachtete. Nach einigen Versuchen zeigte sich, dass die „matt lichtbläulichen“ Bögen sichtbar werden, wenn man nicht direkt auf die Glut sieht, sondern etwas seitlich davon (rechts mit dem rechten Auge und umgekehrt). Er beobachtete auch, dass sich Form und Größe der Ellipsen verändern, wenn man den Blickpunkt relativ zum Lichtpunkt verändert, so dass man die Bögen sowohl sehr flach elliptisch als auch beinahe kreisförmig sehen kann.
Weitere wichtige Beobachtungen, die Purkinje machte, sind die Tatsache, dass die Bögen vom „Achsenpunkt der Retina bis zur Eintrittstelle des Sehnerven“ gehen, dass es schwieriger wird, die Bögen zu sehen, wenn man länger in der Dunkelheit verbleibt und dass zu starkes oder zu schwaches Licht es unmöglich machen, die Lichtstreifen zu sehen. Wie man auf den Zeichnungen Purkinjes erkennen kann, nahm er auch einen kreisrunden Lichthof um den Stimulus herum wahr, der in der Literatur späterer Autoren nicht mehr auftaucht.
80 Jahre später verfasste Hans Gertz (1905) einen Artikel, in dem er das Blue Arc Phenomenon als neuartiges visuelles Phänomen beschrieb, das man erkennen kann, wenn man einen vertikalen Lichtbalken (idealerweise in Rot) betrachtet, wobei der Fixationspunkt 0,33° bis 6° temporalwärts vom Lichtreiz liegen muss. Gertz schrieb, dass die Bögen eindeutig mit den Sehnervenbahnen korrespondieren, die in der Retina genau solche elliptischen Wege zum blinden Fleck beschreiben. Nach seiner Hypothese entstehen die Bögen dadurch, dass der Lichtstimulus Photorezeptoren auf der Retina erregt, diese Erregung auf den elliptischen Sehnervenbahnen Richtung blinder Fleck geleitet wird und es hierbei zu einer Art elektrischem Übersprechen auf die unter den Nervenbahnen gelegenen Rezeptoren kommt. Somit seien die Bögen, die wir sehen, unsere Wahrnehmung des Aktionsstroms der Sehnervenfasern. Diese Theorie konnte bis heute nicht widerlegt werden und gilt als plausibelste Erklärung des Phänomens, obgleich noch nicht geklärt ist, welche Zellen der Retina für die Entstehung verantwortlich sind.
Der Irrtum, das Blue Arc Phenomenon sei noch unbekannt, unterlief laut William Amberson (1924) nicht nur Hans Gertz, sondern auch einer Reihe weiterer Autoren – selbst heutzutage ist es noch schwierig, an gute Literatur über diesen Effekt zu kommen, da die meisten Artikel darüber bereits sehr alt sind und das Phänomen alles andere als weithin bekannt ist. Laut Amberson stammt die Bezeichnung „Blue Arcs“, die auch heute noch verwendet wird, von Christine Ladd-Franklin.
Im Artikel von Amberson (1924) wurde auch gezeigt, dass die papillo-foveale Linie die Symmetrieachse der blauen Bögen bildet, was auch mit den Bahnen der Nervenfasern im Auge korrespondiert.
Eine seiner Versuchspersonen, die ein Skotom zwischen Fovea und blindem Fleck hatte, konnte die Bögen auch sehen, diese wurden jedoch vom Skotom unterbrochen. Laut Pasquale (2002) ist das Blue Arc Phenomenon ein geeigneter Test, um Gesichtsfeldausfälle bei Glaukompatienten zu entdecken – möglicherweise ist es auch für andere Zwecke nutzbar, die mit der Nervenleitung im Auge zu tun haben. Amberson postulierte auch, dass Personen, bei denen Teile der Nervenfasern zwischen Fovea und blindem Fleck myelinisiert sind, die Bögen an diesen Stellen auch nicht wahrnehmen können – er konnte dies sogar zeigen, jedoch nur anhand einer Versuchsperson.
Vermutlich werden nach Amberson nicht die Photorezeptoren selbst durch den Aktionsstrom der Nervenfasern erregt, da die Rezeptoren relativ weit weg von den Fasern liegen, sondern eher näher liegende Zellen, wie etwa die Ganglienzellen.